# 屋良朝博
屋良 朝博（やら ともひろ、1962年（昭和37年）8月22日 - ）は、日本の政治家、ジャーナリスト。立憲民主党所属の衆議院議員（3期）。立憲民主党沖縄県連代表。沖縄タイムスの中部支社編集部長、編集委員、論説委員、社会部長を歴任。

## 経歴
沖縄県中頭郡北谷町出身。米軍基地の近くに生まれる。沖縄県立北谷高等学校、フィリピン大学経済学部卒業。フィリピン留学中の1986年、ピープルパワー革命に遭遇し、ジャーナリストを志した。尊敬する人は瀬長亀次郎。
沖縄タイムス社記者。編集委員、論説委員、社会部長を歴任。2007年からハワイ東西センター客員研究員。2012年フリージャーナリスト。

### 2019年衆議院議員補欠選挙
2018年（平成30年）9月、衆議院沖縄県第3区選出の玉城デニー議員が、翁長雄志前知事の死去に伴う沖縄県知事選挙に立候補し、自動退職（失職）となった（後に当選）。これに伴い、第19回統一地方選挙後半戦（2019年（平成31年）4月21日執行）に衆議院沖縄県第3区補欠選挙が行われることとなり、屋良は2018年（平成30年）12月28日に立候補を表明。その後、屋良は過去に玉城も所属していた自由党に入党した。
2019年（平成31年）4月21日に行われた選挙では辺野古移転反対を明確に明らかにし、オール沖縄や玉城の支持を受け無所属で立候補し、自民党公認の元参議院議員の島尻安伊子を破り、初当選した。なお、この選挙で法定ビラなどに、経歴の一部に「ハワイ大学東西センター客員教授」と記載されているが、実態は「客員研究員」だったと訂正した。弁護士によると自由党の職員が印刷業者と経歴の記載についてやりとりする中で誤記が生じたという。
当選後、4月24日付で院内会派「国民民主党・無所属クラブ」に入会。なお、自由党が国民民主党との合流を模索している事に対する合流後の対応について、屋良は明言を避けていた が、同月26日に自由党が国民民主党に合流したことに伴い、国民民主党の所属議員となった。
2020年8月19日、旧立憲民主党と旧国民民主党が合流する新党への参加を表明。同年11月23日、立憲民主党沖縄県連が発足し、代表に就任した。

### 2021年衆議院議員総選挙とその後
2021年10月31日の第49回衆議院議員総選挙は、自民党公認の島尻との一騎打ちになった。立憲民主党は比例九州ブロックで4議席を獲得。5番目の惜敗率（91.775％）だった屋良は比例復活もかなわず、議席を失った。同年12月18日、党沖縄県連代表を退任（後任は喜友名智子県議）。
2023年10月10日、この日告示された衆議院長崎4区補欠選挙に、比例九州ブロック選出の末次精一が立候補を届け出たため、公職選挙法の規定により末次は衆議院議員を退職（自動失職）となった。これに伴い、同月18日に行われた欠員補充の選挙会により比例九州ブロック次点の屋良の繰り上げ当選が決定した。任期は翌19日からとなる。
2024年10月27日の第50回衆議院議員総選挙では、小選挙区では再び島尻に敗れたものの惜敗率97.58%で比例復活した。

## 人物
- 「アメリカ海兵隊の運用見直しによって普天間飛行場の即時運用停止は可能」と主張。
- 沖縄タイムスではワシントンでアメリカの政府や米軍の幹部に沖縄の米軍基地問題について取材した。部隊のローテーションや、佐世保基地から揚陸艦でアジア太平洋地域のパトロールに出る事実を挙げ、政府が沖縄に米軍基地を置く理由として主張する地理的優位性を虚偽と主張している[20]。
- 2019年の選挙告示後に配布した選挙公報、法定ビラ、公選はがきなどに、経歴としてハワイ大学東西センター「客員研究員」とするところを、「客員教授」と記載していた。屋良は事務手続き上のミスと述べた[21]。
- 2022年2月4日、北京オリンピック開会式に関して自身のFacebookに「世界には沖縄より小さくても独立している国々はたくさんある」などとしたうえで「（沖縄が）独立したらスッキリするねぇ」と投稿した[22]。
- 2023年8月26日、大濱信泉記念館で開催された講演会において、尖閣諸島周辺海域における中国船による領海侵入等の問題について、「儀礼的な侵入。中国は日中双方で漁民を管理できる体制を望んでいる」と訴えた[23]。

## 選挙歴
| 当落 | 選挙                           | 執行日         | 選挙区      | 政党       | 得票数    | 得票率 | 定数 | 得票順位 /候補者数 | 政党内比例順位 /政党当選者数 |
| ---- | ------------------------------ | -------------- | ----------- | ---------- | --------- | ------ | ---- | ------------------ | ---------------------------- |
| 当   | 第48回衆議院議員総選挙補欠選挙 | 2019年4月21日  | 沖縄県第3区 | 無所属     | 7万7156票 | 56.49% | 1    | 1/2                | /                            |
| 繰当 | 第49回衆議院議員総選挙         | 2021年10月31日 | 沖縄県第3区 | 立憲民主党 | 8万496票  | 47.86% | 1    | 2/2                | 5/4                          |
| 比当 | 第50回衆議院議員総選挙         | 2024年10月27日 | 沖縄県第3区 | 立憲民主党 | 7万1457票 | 45.54% | 1    | 2/3                | 1/4                          |

## 著書

### 単著
- 『砂上の同盟――米軍再編が明かすウソ』沖縄タイムス社 2009年
- 『誤解だらけの沖縄・米軍基地』旬報社 2012年
- 『沖縄米軍基地と日本の安全保障を考える20章 (さよなら安倍政権)』かもがわ出版 2016年

### 共著、共編
- 「世界」編集部(編集)、水島朝穂、古関彰一、明田川融、前泊博盛、久江雅彦、半田滋『日米安保Ｑ＆Ａ――「普天間問題」を考えるために』(岩波ブックレット)岩波書店 2010年
- 宮城康博『普天間を封鎖した4日間――2012年9月27~30日』高文研 2012年
- 鳩山由紀夫、金平茂紀『対米従属を問う――北方領土・沖縄・マスメディア』旬報社 2013年
- 柳澤協二、半田滋、 マイク・モチヅキ、猿田佐世、 新外交イニシアティブ (編集)『虚像の抑止力――沖縄・東京・ワシントン発 安全保障政策の新機軸』旬報社 2014年
- 川名晋史、齊藤孝祐 、野添文彬、山本章子『沖縄と海兵隊――駐留の歴史的展開』旬報社 2016年
- 新外交イニシアティブ(編集)、柳澤協二、半田滋、佐道明広、猿田佐世『辺野古問題をどう解決するか――新基地をつくらせないための提言』岩波書店 2017年
- 野添文彬、山本章子『日常化された境界――戦後の沖縄の記憶を旅する』(ブックレット・ボーダーズ4 国境地域研究センター)北海道大学出版会 2017年
- 佐藤学 (編集)『沖縄の基地の間違ったうわさ――検証 34個の疑問』(岩波ブックレット)岩波書店 2017年